# Bigger than Us (White Lies)
Bigger than Us è un singolo del gruppo indie rock White Lies estratto dal loro secondo album Ritual. È stato trasmesso per la prima volta il 16 novembre 2010 su BBC Radio 1. Nella classifica dei singoli del Regno Unito ha raggiunto la 42ª posizione.

## Track list
Vinile 7"
1. Bigger than Us
2. Bigger than Us (Datasette remix)

Download digitale
1. Bigger than Us

## Videoclip
Il video musicale, diretto dal duo francese Jonas & François, è un omaggio al film E.T. l'extra-terrestre di Steven Spielberg. È stato presentato in anteprima il 18 novembre 2010 sul sito del New Musical Express.